# Cumbal (vulcano)
Il Cumbal è un vulcano della Colombia. Con un'altezza di 4.764 metri sul livello del mare è una delle cima più elevata della Colombia meridionale. È localizzato nella Cordillera Occidental, nel dipartimento di Nariño. In passato veniva estratto lo zolfo dal suo cratere utilizzando metodi tradizionali di estrazione mineraria. I minatori sfruttavano anche il ghiaccio presente lungo le pendici del vulcano, che rivendevano presso il mercato di Ipiales.
Il Cumbal è coperto di neve durante la stagione più fredda. Sono presenti diverse fumarole nella parte sommitale, tuttavia il vulcano non ha avuto alcuna attività eruttiva dal 1926.